# 长尾蜂鸟属
长尾蜂鸟属（学名：Aglaiocercus）为蜂鸟科的一个属。

## 下属物种
本属包括以下物种：
- 南美长尾蜂鸟 Aglaiocercus berlepschi (Hartert, 1898)
- 紫长尾蜂鸟 Aglaiocercus coelestis (Gould, 1861)
- 长尾蜂鸟 Aglaiocercus kingii (Hartert, 1898)，异名：Aglaiocercus kingii (R.Lesson, 1832)